# Josef Stangl
Josef Stangl né le 12 août 1907 à Kronach et mort le 8 avril 1979 à Schweinfurt en Allemagne, est évêque de Wurtzbourg du 12 septembre 1957 au 8 janvier 1979.

## Biographie
Il est le fils de la famille d'un avocat qui a cinq autres enfants. Son père est major durant la Première Guerre mondiale. Josef va à l'école à Bamberg puis à Wurtzbourg où il obtient son abitur. Il décide de devenir prêtre en avril 1925. Après un semestre d'études de philosophie et de théologie à l'université Louis-et-Maximilien de Munich, il entre au séminaire de Wurtzbourg en 1926. Il devient membre de la DJK, la fédération sportive catholique.
Josef Stangl est ordonné prêtre le 16 mars 1930 et est chapelain à Thüngersheim, Himmelstadt et Aschaffenbourg.
Le 1er septembre 1934, il devient professeur de religion à Wurtzbourg. De 1943 à 1947, il est curé de Karlstadt-sur-le-Main. Il est ensuite professeur au séminaire de Wurtzbourg qu'il dirige en 1956.
Josef Stangl est nommé évêque le 27 juin 1957 en raison de ses activités, consacré le 12 septembre par l'archevêque de Bamberg, Josef Schneider.
Il est le benjamin de la conférence des évêques d'Allemagne de 1961 à 1970. Il est membre de la commission pour l'Amérique Latine de la commission pastorale et des questions œcuméniques. Il promeut l'unité des chrétiens et se rapproche des églises orientales. Le secrétariat du Vatican lui demande sa participation pour préparer le concile Vatican II.
Il appuie la béatification en 1974 de Liborius Wagner, prêtre bavarois d'origine protestante. En 1975, le pape Paul VI l'introduit dans la Congrégation pour les causes des saints.
Josef Stangl fait l'objet d'un scandale après la mort en 1976 à Klingenberg am Main d'Anneliese Michel, une jeune femme qui s'est faite exorciser. Bien qu'il ne soit pas inculpé, on lui reproche de ne pas avoir exercé sa surveillance de supérieur. Malgré cet évènement, toute sa vie, Stangl sera apprécié dans son archidiocèse par sa personnalité et pour son renforcement du rôle des laïcs.
Le 28 mai 1977, après la mort de Julius Döpfner, il devient par intérim le président de la conférence des évêques de Bavière qui consacre Joseph Ratzinger archevêque de Munich et Freising.
Vers 1978, il est atteint de problèmes de santé. Il donne sa démission en novembre 1978 qui est acceptée en janvier 1979. Il meurt peu après. Le cardinal Ratzinger célèbre l'enterrement le 11 avril 1979 à Wurtzbourg.